# 陸夢熊
陸 夢熊（りく むゆう、1881年 – 1940年1月2日）は、中華民国の官僚・政治家。別号は渭漁。北京政府では交通部に属し、交通系（旧交通系）の政治家と目された。中華民国臨時政府でも任官した。

## 事績
1904年（光緖30年）、日本へ留学し、早稲田大学で学ぶ。1906年（光緖32年・明治39年）に大学部商科を卒業し、併せて商学士の称号を取得した。帰国後は殿試に参加して商科進士を授与されている。その後、郵伝部路政司で任官し、憲政編査館統計局科員や京師大学堂教習などを歴任している。
中華民国建国後の1912年（民国元年）5月11日、北京政府で交通部参事に任命された。以後、15年以上にわたり陸夢熊は交通部で官歴を重ねることになる。翌1913年（民国2年）9月18日、総統府秘書長・梁士詒が親袁世凱の御用政党・公民党を結成すると、陸もその幹部となる。12月15日、交通部選出の政治会議議員に任命された。これにより陸は、梁率いる旧交通系の幹部と目されることになる。交通部では交通伝習所所長や郵電学校校長、京漢鉄路管理局副局長、吉会鉄路督弁などを歴任している。
1922年（民国11年）は魯案（山東問題）に取り組み、魯案善後交通委員会理事や魯案中日連合委員会第二部委員をつとめた。同年5月13日、陸夢熊は交通大学校長となるも、学生の反対運動に遭い、6月15日に辞任に追い込まれる。その後、1924年（民国13年）11月1日に外交部次長代理を短期間つとめる。1925年（民国14年）11月28日から1926年（民国15年）7月22日まで交通部次長（署理・代理）をつとめた。1927年（民国16年）1月10日、顧維鈞代理内閣において交通部首席参事を兼ねながら次長代理となる。同年6月、陸は交通部各職から辞任した。
国民政府では、膠済鉄路の理事や管理委員会委員をつとめた。1935年（民国24年）、北寧鉄路局副局長となる。
1938年（民国27年）1月10日、日本軍が青島を占領すると、陸夢熊は趙琪らと共に日本軍に協力姿勢を示し、17日に組織された青島治安維持会で常務委員に任命された。翌1939年（民国28年）1月9日、中華民国臨時政府に治安維持会が吸収され、青島特別市公署が成立する。陸は同年3月14日にいったんは同市公署警察局局長署理に任命されたが、10日後には臨時政府中央で実業部次長となった。4月17日、華北交通株式会社が設立されると、陸は同社監事に任命されている。
1940年（民国29年）1月2日、急性肺炎のため北京で死去した。享年60。3月9日、行政委員会外務局局長の岳開先が実業部次長署理を兼任している。

## 注
1. 1 2 3 4 5 6 7  上海市地方志弁公室ホームページ
2. ↑  尾崎監修(1940)、349頁及び帝国秘密探偵社編(1940)、62頁は「1879年生」としている。
3. ↑  劉ほか編(1995)、1388頁。
4. 1 2  楊著、森山訳(1940)、91頁。
5. ↑  早稲田大学校友会(1934)、786頁。
6. 1 2 3  中華民国政府官職資料庫「姓名：陸夢熊」
7. ↑  謝(1924)、60頁。
8. ↑  劉ほか編(1995)、169 頁。
9. ↑  劉ほか編(1995)、53・128頁。
10. ↑  尾崎監修(1940)、349-350頁。
11. 1 2  帝国秘密探偵社編(1940)、62頁。
12. ↑  顧維鈞代理内閣での次長代理就任は、『政府公報』では確認できない。
13. ↑  尾崎監修(1940)、350頁。
14. ↑  「治維会委員決定」『同盟旬報』2巻2号通号21号、昭和13年1月中旬号（1月30日発行）、同盟通信社、102頁。
15. ↑  臨時政府令、令字第350号、民国28年3月14 日（『政府公報』第65号、民国28年3月16日、5頁）。
16. ↑  臨時政府令、令字第374号、民国28年3月24日（『政府公報』第67号、民国28年3月26日、3頁）。
17. ↑  「興亜交通の第一陣 華北交通株式会社設立さる」『協和』13巻9号通号240号、1939年5月号、満鉄社員会、13頁。
18. ↑  「実業部次長陸夢熊氏逝去」『同盟旬報』4巻1号通号92号、昭和15年1月20日、同盟通信社、15頁。
19. ↑  孫瑞林「悼陸夢熊監事」『新輪』第2巻第2期、民国29年2月1日、華北交通株式会社総裁室人事課、37頁。